# تشارلز فوستر (سياسي)
تشارلز فوستر (بالإنجليزية: Charles Foster)‏ هو سياسي أمريكي، ولد في 12 أبريل 1828 في تيفين في الولايات المتحدة، وتوفي في 9 يناير 1904 في فوستوريا في الولايات المتحدة. حزبياً، نشط في الحزب الجمهوري. وقد انتخب حاكم ولاية أوهايو ‏ (12 يناير 1880 – 14 يناير 1884) وانتخب وزير الخزانة الأمريكي (25 فبراير 1891 – 6 مارس 1893) وانتخب عضو مجلس النواب الأمريكي عن دائرة Ohio's 9th congressional district ‏ (4 مارس 1871 – 3 مارس 1873).

## روابط خارجية
- تشارلز فوستر (سياسي) على موقع إن إن دي بي (الإنجليزية)